# Palazzo Orio Semitecolo Benzon
Palazzo Orio Semitecolo Benzon è un edificio civile veneziano sito nel sestiere di Dorsoduro e affacciato sul Canal Grande tra Casa Santomaso e Casa Salviati.

## Storia
Costruito dalla famiglia Orio, di antichissima nobiltà, il palazzo venne unificato a Palazzo Salviati quando questo fu costruito durante il XX secolo.
Il 24 gennaio 1894 dalle sue finestre probabilmente si buttò la scrittrice statunitense Constance Fenimore Woolson, che qui morì.

## Architettura
La facciata, caratterizzata in prevalenza da forme gotiche, presenta caratteri diversi in ogni piano: il primo piano nobile segue gli stilemi tipici del XIV secolo, il secondo quelli del XV secolo, mentre l'ultimo piano è stato aggiunto durante il XIX secolo. Il piano nobile è caratterizzato da un'ariosa esafora, composta da una quadrifora alla quale sono giustapposte due monofore sostenute da pilastri e recanti balconcino aggettante.
Il portale di terra è in una cornice a dentelli e reca uno scudo della famiglia Benzoni, risalente al XIV-XV secolo, realizzato in pietra d'Istria.